# Aristotelia (Gelechiidae)
Ne doit pas être confondu avec Aristotelia.
Genre
Aristotelia est un genre de petits insectes de l'ordre des lépidoptères (papillons) de la famille des Gelechiidae.

## Synonymie
Selon BioLib (6 juillet 2016) :
- Chrysopora Clemens, 1860
- Enchrysa Zeller, 1873
- Ergatis Heinemann, 1870
- Eucatoptus Walsingham, 1897
- Isochasta Meyrick, 1886
- Microsetia Stephens, 1829
- Nannodia Heinemann, 1870
- Nomia Clemens, 1860
- Tsochasta Meyrick, 1885

## Liste des espèces
En Europe, selon Fauna Europaea (11 mars 2023) :
- Aristotelia baltica
- Aristotelia brizella
- Aristotelia calastomella
- Aristotelia coeruleopictella
- Aristotelia decoratella
- Aristotelia decurtella
- Aristotelia ericinella
- Aristotelia frankeniae
- Aristotelia heliacella
- Aristotelia interstratella
- Aristotelia leonhardi
- Aristotelia mirabilis
- Aristotelia montarcella
- Aristotelia pancaliella
- Aristotelia staticella
- Aristotelia subdecurtella
- Aristotelia subericinella

On peut ajouter Aristotelia billii, espèce découverte en 2013.